# Gręboszów (Klein-Polen)
Gręboszów is een dorp in het Poolse woiwodschap Klein-Polen, in het district Dąbrowski. De plaats maakt deel uit van de gemeente Gręboszów.

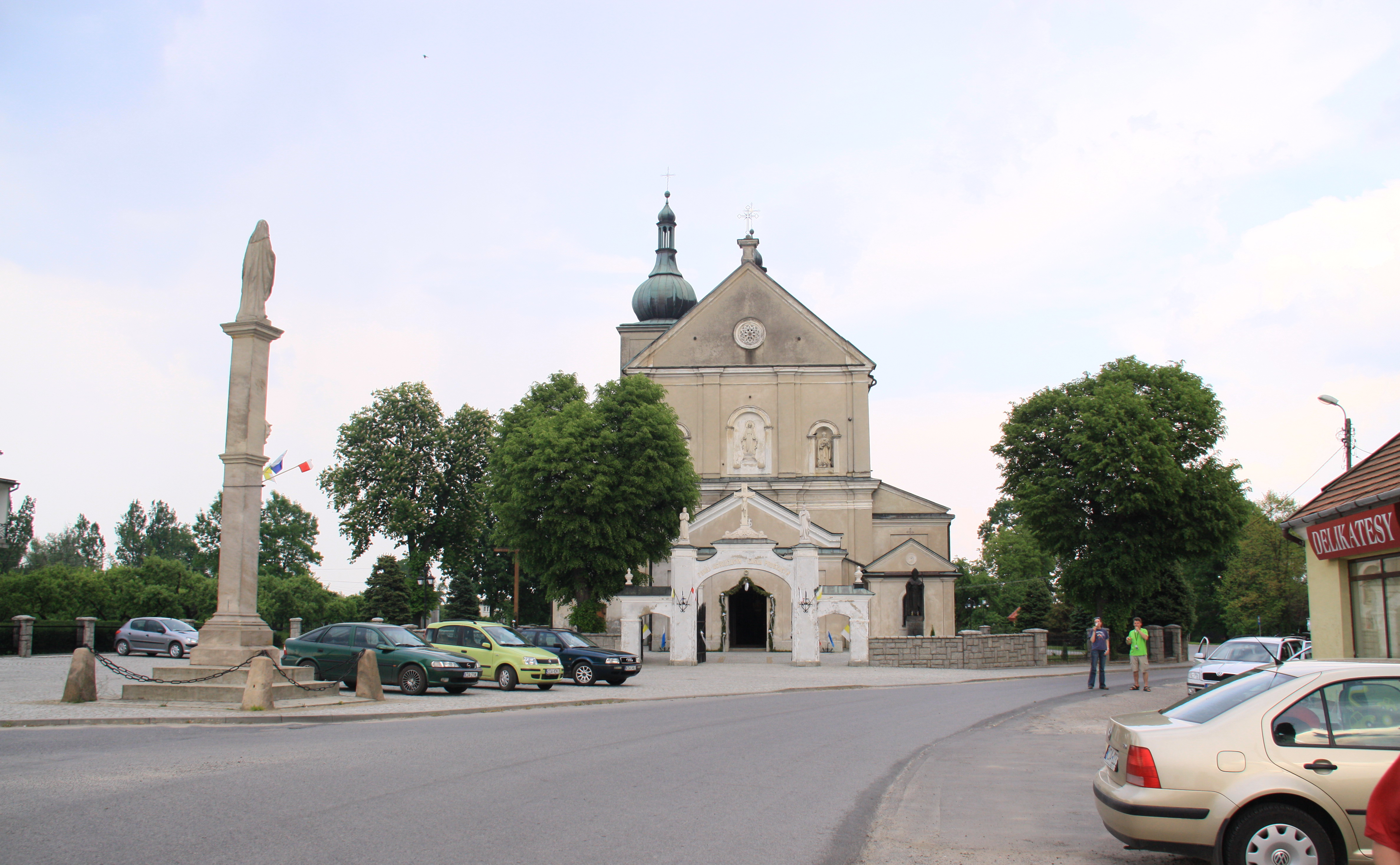
Centrum